# Орел довгочубий
Орел довгочубий (Lophaetus occipitalis) — вид яструбоподібних птахів родини яструбових (Accipitridae). Мешкає в Африці на південь від Сахари. Це єдиний представник монотипового роду довгочубих орлів (Lophaetus).

## Опис

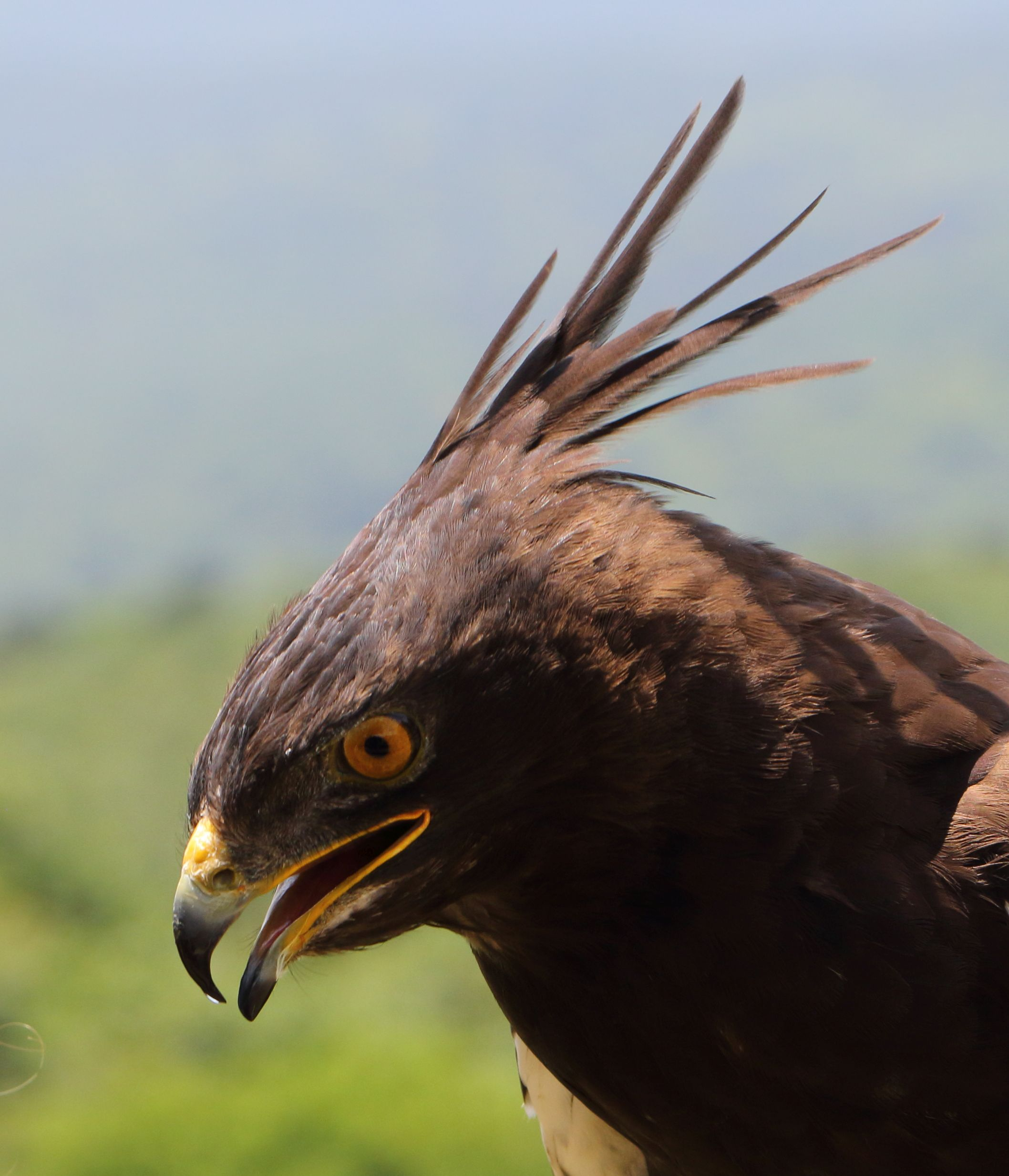
Голова довгочубого орла

Довгочубий орел — хижий птах середнього розміру, його довжина становить 50—58 см, самці важать 0,9—1,4 кг, самиці 1,4—1,5 кг. Верхня частина тіла переважно чорнувато-бура. Другорядні махові пера чорні зі світло-сірими смугами й широкими чорними кінчиками, першорядні махові пера біля основи білі, середні нижні покривні пера крил білі, через що в польоті на крилах помітні великі білі плями. Хвіст смугастий, переважно чорний, поцяткований блідо-сірими смугами, на кінці білий. На задній частині тімені ростуть довгі, тонкі пера, що формують помітний чуб. Стегна пістряві, буро-білі. Колір райдужки варіюється від золотисто-жовтого до оранжевого і червонувато-карого, дзьоб темно-сірий, восковиця і лапи жовті. Молоді птахи мають дещо світліше забарвлення, чуб у них не розвинутий, нижня сторона крил і стегна у них переважно білі, поцятковані бурими смугами, хвіст помітно вужчий, смуги на ньому менш контрастні, очі сірі.

## Поширення і екологія

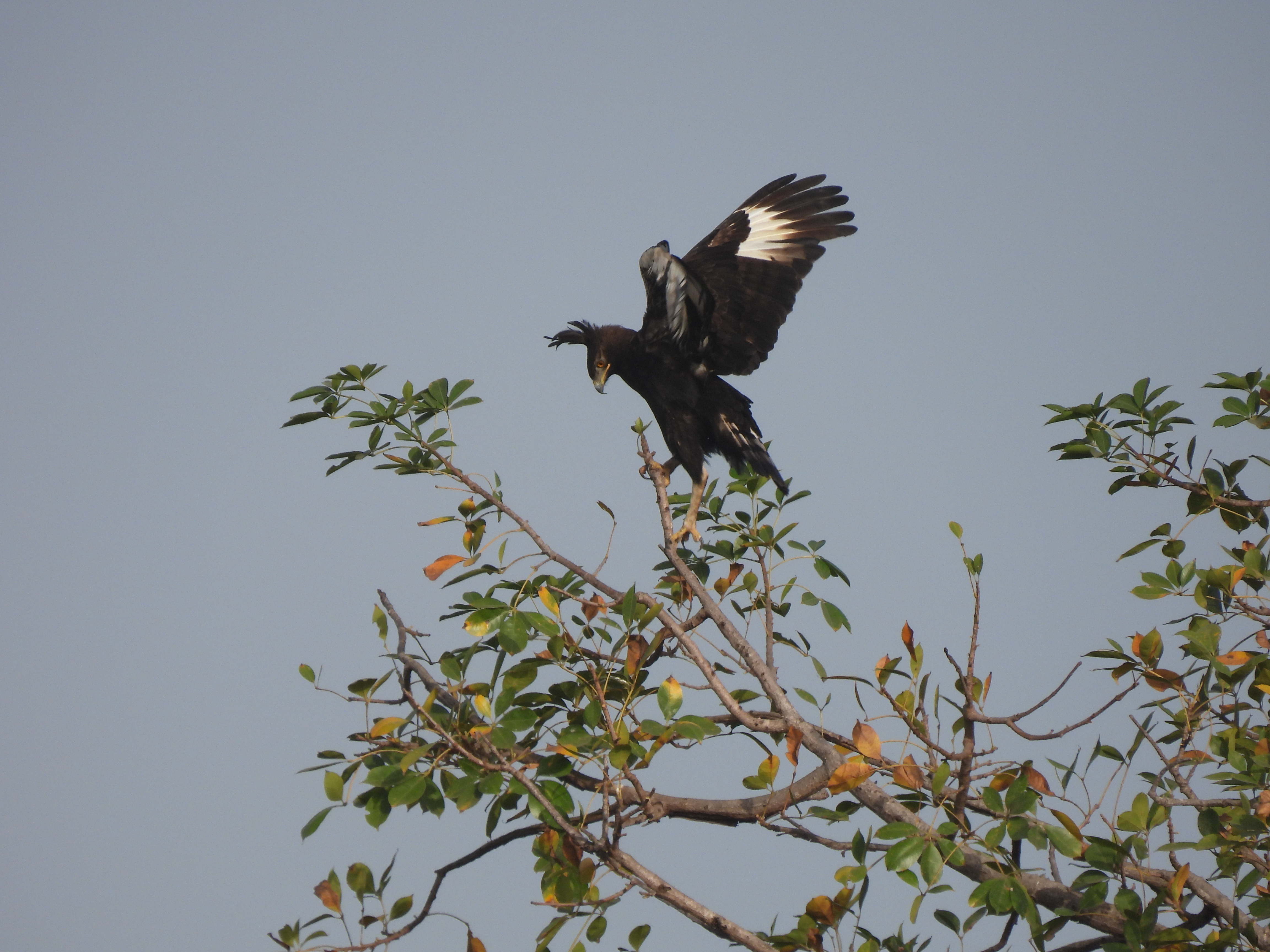
Довгочубий орел в польоті (Гамбія)

Довгочубі орли поширені від південної Мавританії і Сенегалу на схід до південного Судану, Еритреї і північного Сомалі і на південь до Анголи, північної Ботсвани, Есватіні та східного і південного узбережжя ПАР. Вони живуть у вологих і сухих тропічних лісах, на узліссях, в рідколіссях і лісистих саванах міомбо, в галерейних лісах, на плантаціях і в садах, часто поблизу річок, озер і боліт. Ведуть переважно осілий спосіб життя, в посушливих районах кочують. Зустрічаються на висоті до 3000 м над рівнем моря, переважно на висоті до 2000 м над рівнем моря.

## Поведінка

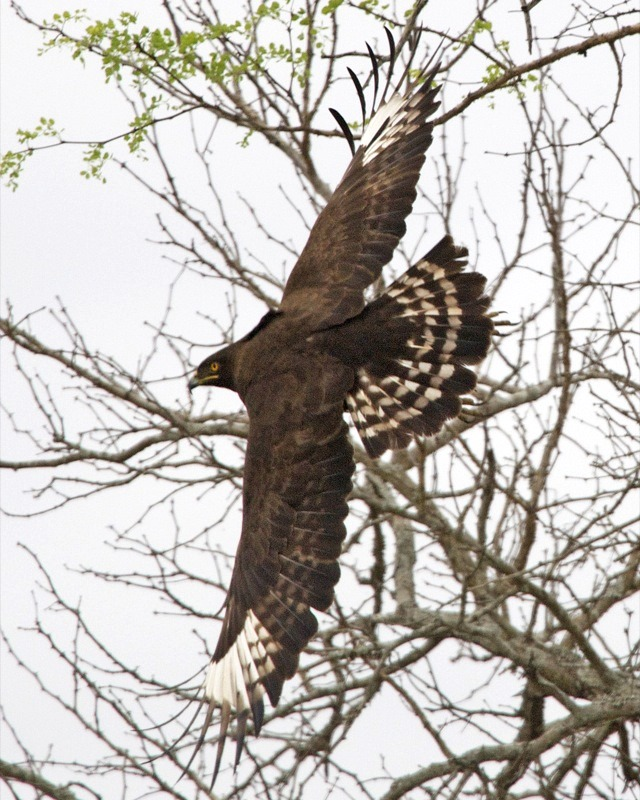
Довгочубий орел в польоті (ПАР)

Довгочубі орли живляться переважно дрібними ссавцями й птахами, а також ящірками, зміями, безхребетними, іноді навіть рибою і плодами. Вони чатують на здобич, сидячи на гілці дерева або на високому стовпі, а коли її побачать, то пікірують на неї. Довгочубі орли є територіальними, моногамними птахами. В Південній Африці пік гніздування припадає на період з липня по листопад. Перед початком гніздування птахи виконують демонстраційні полоти. Гніздо будується парою птахів, воно являє собою платформу з гілок з чашоподібним заглибленням по центру, розміщується на дереві. Іноді довгочубі орли використовують покинуте гніздо іншого птаха, наприклад чорного яструба або яструба-ящірколова. В кладці 1-2 яйця. Інкубаційний період триває 42 дні, пташенята покидають гніздо через 53-58 днів після вилуплення, однак батьки продовжують піклуватися про них ще 2-3 місяці. Яйця насиджує переважно самиця, за пташенятами доглядають і самиці, і самці.